# Sibyrtios
Sibyrtios (altgriechisch Σιβύρτιος Sibýrtios) war ein makedonischer Feldherr Alexanders des Großen.

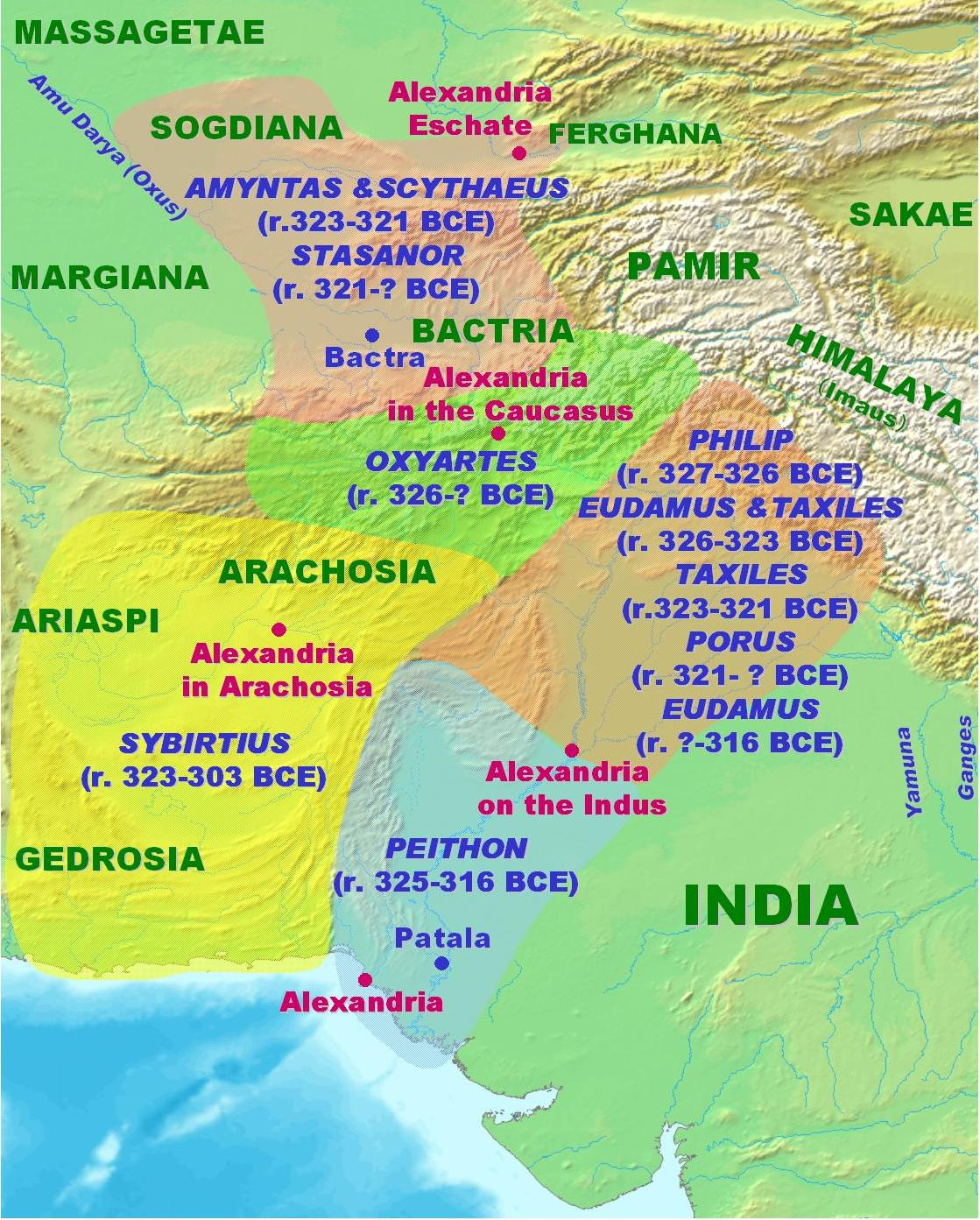
Die „oberen Provinzen“ des Alexanderreichs.

Während des Asienfeldzuges wurde er 325 v. Chr. in Karmanien als Satrap eingesetzt, als Nachfolger des von Alexander hingerichteten Astaspes. Noch im selben Jahr wurde er in Karmanien durch Tlepolemos ersetzt und erhielt im Gegenzug die Provinzen Arachosien und Gedrosien überantwortet, nachdem deren Satrapen gestorben waren. In diesen Provinzen wurde er sowohl von Perdikkas in Babylon 323 v. Chr. als auch von Antipater in Triparadeisos 320 v. Chr. bestätigt.
Im Jahr 317 v. Chr. war Sibyrtios ein Angehöriger der Satrapenkoalition der oberen Provinzen, die sich gegen das Ausgreifen des Peithon stellte. Dabei steuerte er dem von Peukestas geführten Heer 1.000 Infanteristen und 610 Kavalleristen bei. Im Folgejahr schloss er sich Eumenes von Kardia an, entfernte sich aber kurz vor der Schlacht von Gabiene aus dessen Feldlager. Dafür erhielt er vom Sieger der Schlacht, Antigonos Monophthalmos, in Persepolis seine Provinzen bestätigt. Dazu wurde ihm das Kommando über die Abteilung der „Silberschilde“ übertragen, die er in Kämpfen gegen Barbaren aufreiben sollte, als Strafe für ihren vorangegangenen Verrat an Eumenes.
Sibyrtios war noch unter der Herrschaft des Seleukos im Besitz seiner Provinzen. Er empfing um 303 v. Chr. den Diplomaten Megasthenes, der von seinem Besuch bei dem indischen Großkönig Sandrakottos berichtete. Gedrosien und Arachosien wurden um diese Zeit der indischen Maurya-Dynastie überlassen.